# Võ Tòng Xuân
Võ Tòng Xuân (6 tháng 9 năm 1940 – 19 tháng 8 năm 2024) là một nhà khoa học, nhà nghiên cứu người Việt Nam thuộc lĩnh vực nông nghiệp. Ông đã đào tạo nhiều lực lượng khoa học cho đất nước trong nhiều thập niên và là "cha đẻ" của nhiều giống lúa ngon của vựa lúa đồng bằng sông Cửu Long.
Ông đã được Nhà nước Việt Nam công nhận là Anh hùng Lao động vì có nhiều đóng góp cho sự nghiệp giáo dục.

## Cuộc đời
Võ Tòng Xuân sinh ngày 6 tháng 9 năm 1940 tại thị trấn Ba Chúc, huyện Tri Tôn, tỉnh An Giang. Thuở niên thiếu của ông trải qua nhiều cơ cực, làm nhiều nghề để lo cho 5 anh em.
Năm 1961, ông được học bổng du học tại trường Đại học Nông nghiệp Philippines ở Los Banos và là một du học sinh xuất sắc trong học tập. Ông luôn xung phong trong các hoạt động ngoại khóa của trường như: viết báo, chụp ảnh và thực hiện chương trình "giới thiệu về văn hóa Việt Nam" cho Đài phát thanh Philippines... Năm 1966, ông tốt nghiệp đại học với bằng cử nhân Hóa nông và được nhận làm Nghiên cứu sinh tại Viện Nghiên cứu Lúa quốc tế (IRRI).
Ông qua đời vào khoảng 7 giờ 30 phút, ngày 19 tháng 8 năm 2024 tại Thành phố Hồ Chí Minh, hưởng thọ 84 tuổi.

## Sự nghiệp
Năm 1971, giữa lúc sự nghiệp đang thăng tiến tại Viện Lúa quốc tế (IRRI) với mức lương hàng ngàn USD mỗi tháng và môi trường làm việc tân tiến, ông quyết định trở về Việt Nam với mức lương thấp hơn chỉ vì muốn đào tạo đội ngũ kỹ sư nông nghiệp cho quê nhà theo lời mời của Viện trưởng Viện Đại học Cần Thơ. Lúc đó. viện trưởng Đại học Cần Thơ là ông Nguyễn Duy Xuân viết thư sang cho ông: "Đồng bằng sông Cửu Long không có ai chuyên về lúa cả, nếu anh về làm ở đại học chắc sẽ giúp ích được nhiều hơn. Chiến tranh rồi sẽ có ngày hòa bình, cái ăn sẽ luôn luôn đi đầu, rất cần những người như anh...".
Khi trở về công tác tại trường đại học, một mình ông dạy bảy môn và hướng dẫn luận văn tốt nghiệp. Riêng chỉ hai năm 1972–1974 đã hướng dẫn được 25 sinh viên làm luận văn tốt nghiệp. Lúc đó trong nước không có người làm ngành này, chỉ có một mình ông làm theo ý mình.
Cuối năm 1974, ông sang Nhật Bản bảo vệ luận án tiến sĩ và sau khi đất nước thống nhất, trở về từ Nhật Bản, ông mang những kiến thức đã học ở nước ngoài về phục vụ cho sự nghiệp phát triển nông nghiệp Việt Nam. Sau đó ông lấy bằng tiến sĩ tại Nhật Bản năm 1975.
Ông là nhà một nhà sư phạm tài năng, nhiều tâm huyết với ngành, luôn trăn trở tìm ra những giải pháp tích cực để phát triển giáo dục, nâng cao dân trí. Ông đã biên soạn nhiều giáo trình, sách, tài liệu tham khảo có giá trị phục vụ cho sản xuất nông nghiệp không những trong nước mà còn cho quốc tế.
Cụ thể, từ 1980–1992: Nghiên cứu sử dụng đất phèn Đồng bằng sông Cửu Long; nghiên cứu cây lúa cao sản; nghiên cứu hệ thống canh tác chuyển đổi cơ cấu nông nghiệp từ năm 1990. Khi đến tuổi nghỉ hưu như cuộc "hẹn hò định mệnh" ông trở thành Hiệu trưởng của ngôi trường Đại học đầu tiên trên quê hương An Giang. Năm 2003, ông là tác giả hai quyển sách, đồng tác giả một tác phẩm khác, chủ biên ba công trình, nhiều báo cáo khoa học; hướng dẫn công trình tốt nghiệp cho trên 150 kỹ sư nông nghiệp, 3 tiến sĩ nông học, 5 phó tiến sĩ và 12 thạc sỹ. Đặc biệt những năm 1980–1985, ông đưa ra giống IR36, MTL30 phổ biến nhất ở các tỉnh miền Tây. Không chỉ nổi tiếng trong nước mà các công trình nghiên cứu của ông còn mang lại nhiều lợi ích cho các nước nghèo ở Châu Phi.
Năm 2007, ông cùng cộng sự đã đến nước Cộng hòa Sierra Leone (Tây châu Phi) là 50 giống lúa cao sản và 10 giống lúa chất lượng cao. Tất cả 60 giống đều là giống của ĐBSCL. Các giống lúa được trồng thử nghiệm tại khu Mange Bureh và tại Trại nghiên cứu Rokupr. Song song đó, các kỹ sư thủy lợi thiết kế hệ thống tưới tiêu 200ha tại khu thực nghiệm Mange Bureh và xây dựng hệ thống tưới tiêu theo thiết kế... Các chuyên gia Việt Nam đã lập nên kỳ tích: trồng được 2 vụ lúa, năng suất đạt khoảng 4,7 tấn/ ha. Thời gian sinh trưởng của cây lúa chỉ từ 95 đến 100 ngày. Không những thế, các chuyên gia còn tích trữ được lượng lúa giống đủ để gieo trồng ở diện rộng. Sau Sierra Leone, ông đã tiếp tục khảo sát Nigieria và Ghana, theo đơn đặt hàng của Công ty T4M- một công ty kinh doanh đa lĩnh vực ở Anh quốc. Thổ nhưỡng của Nigieria và Ghana tương đối giống ĐBSCL, nhưng đất đai kém màu mỡ hơn. Đặc biệt, Nigieria có đồng bằng sông Niger rất trù phú. Chính phủ Nigieria đã thành lập Ủy ban phát triển đồng bằng sông Niger và hằng năm đầu tư cho vùng này hàng chục triệu USD. Công ty T4M có năng lực tài chính khá mạnh và đã được Chính phủ Anh đồng ý cho vay 36 triệu USD để đầu tư vào dự án này. "Phó Tổng thống Sierra Leone- Solomon Berewa- nói rằng nếu Việt Nam giúp Sierra Leone thử nghiệm và tổ chức sản xuất lương thực theo kỹ thuật của ĐBSCL thì không những nông dân Sierra Leone được no ấm mà Việt Nam còn có thể cùng Sierra Leone xuất khẩu gạo trực tiếp từ cảng Freetown của Sierra Leone đến các nước Tây Phi.
Trong sự nghiệp của mình, ông đã đảm nhiệm nhiều chức vụ quan trọng: 
- 1982–1997: Phó Hiệu Trưởng Trường Đại học Cần Thơ.
- 1999–2007: Hiệu Trưởng Trường Đại học An Giang.
- 1996–2006: Ủy viên Hội đồng Chức Danh Giáo sư Nhà nước Việt Nam.
- 2008–2010: Tổng Giám đốc Công ty TNHH Nông Thủy Sản Việt-Phi.
- 2010–2013: Hiệu Trưởng Trường Đại học Tân Tạo.
- 2013–2024: Hội đồng Sáng lập và Hiệu trưởng danh dự Trường Đại học Nam Cần Thơ.

## Thành tựu

### Học hàm
- Giáo sư (1980).

### Danh hiệu
- Anh hùng Lao động (1985).
- Nhà giáo ưu tú (1990).
- Nhà giáo nhân dân (1999).

### Huân huy chương
- Huân chương Lao động hạng Nhất (1986).
- Huy chương "Kỵ mã Nông nghiệp" của Bộ Nông-Lâm-Thủy sản Pháp (1996).
- Huân chương Mặt trời mọc (2021).[4]

### Giải thưởng
- Giải thưởng Ramon Magsaysay về Phục vụ nhà nước (1993).
- Bằng tưởng lệ của Thủ tướng Canada về “Phụng sự và đóng góp vào khoa học thế giới (1995).
- Giải “Cựu sinh viên xuất sắc nhất” của Đại học Philippines tại Los Banos (2001).
- Giải thưởng Nikkei Châu Á (2002).
- Giải thưởng Derek Tribe về khoa học kỹ thuật Australia 2005.
- Bằng khen của Bộ Ngoại giao Nhật Bản (2019).
- Giải thưởng VinFuture (2023).[5]